# Sciurus colliaei
Lo scoiattolo di Collie (Sciurus colliaei Richardson, 1839) è una specie di scoiattolo arboricolo del genere Sciurus endemica del Messico.

## Tassonomia
Attualmente, gli studiosi riconoscono quattro sottospecie di scoiattolo di Collie:
- S. c. colliaei Richardson, 1839 (Nayarit);
- S. c. nuchalis Nelson, 1899 (Colima);
- S. c. sinaloensis Nelson, 1899 (Sinaloa);
- S. c. truei Nelson, 1899 (Sonora).

## Descrizione
Lo scoiattolo di Collie è uno scoiattolo di grandi dimensioni, con un peso che si aggira sui 500 g. Come molte altre specie del genere Sciurus, è dotato di una folta coda, lunga più del corpo. La colorazione è grigia sulla regione superiore e bianca su quella inferiore.

## Distribuzione e habitat
Lo scoiattolo di Collie vive lungo le coste centro-occidentali del Messico, negli stati di Sonora, Chihuahua, Sinaloa, Durango, Nayarit, Jalisco e Colima, tra i 1290 e i 2190 m di quota.
Vive nelle fitte foreste tropicali e subtropicali situate lungo la costa pacifica del Paese. Si può incontrare nelle foreste di palme coquito (Arecaceae) miste ad alberi di fico (Ficus) e ad altre latifoglie tropicali proprie della regione, specialmente nei pressi di lagune e fiumi, nonché nelle foreste decidue tropicali delle pendici dei monti, al di sotto delle foreste di querce e pini.

## Biologia
Lo scoiattolo di Collie è frugivoro ed erbivoro e si nutre prevalentemente delle noci di palme coquito e di fichi. Costruisce nidi fatti di rametti e foglie nelle cavità degli alberi o al termine di un ramo, tra i ciuffi di foglie. Nelle regioni sud-occidentali dello stato di Chihuahua una femmina con tre embrioni venne catturata nel mese di maggio; nel Durango, nel mese di giugno, è stata catturata una femmina gravida con tre embrioni e ne è stata trovata un'altra che stava allattando; nel Jalisco, la stagione degli accoppiamenti va da marzo ad aprile e dei piccoli sono stati visti già al termine di quest'ultimo mese.

## Conservazione
Malgrado la deforestazione e la caccia a scopo alimentare, lo scoiattolo di Collie è ancora molto numeroso e la sua popolazione sembra essere al sicuro; per questo motivo la IUCN lo inserisce tra le specie a rischio minimo.